# 林政義
林 政義（はやし まさよし、1922年5月12日 - 2014年4月26日）は、日本の電気技術者。中部電力代表取締役副社長や、動力炉・核燃料開発事業団理事長、新エネルギー・産業技術総合開発機構理事長、日本原子力学会会長等を歴任した。

## 人物・経歴
1946年名古屋帝国大学工学部卒業、中部配電入社。1961年中部電力本店東名古屋送変電建設所次長。1969年中部電力名古屋支店次長。1972年中部電力支配人本店系統運用部長。1977年中部電力取締役長野支店長。1979年中部電力常務取締役。1981年中部電力取締役副社長。1983年中部電力代表取締役副社長。1984年動力炉・核燃料開発事業団理事。1986年動力炉・核燃料開発事業団理事長、中部電力顧問。1988年藍綬褒章受章。1989年原子力委員会委員。同年新エネルギー・産業技術総合開発機構理事長、動力炉・核燃料開発事業団名誉参与。1996年日本原子力学会会長。2014年呼吸器不全のため死去。享年91。